# Доматоре (Рим)
Доматоре је насеље у Италији у округу Рим, региону Лацио.
Према процени из 2011. у насељу је живело 191 становника. Насеље се налази на надморској висини од 578 м.